# Кім Є-Джі (спортивна стрільчиня)
Кім Є Джі  (кор. 김예지) — південнокорейська стрільчиня, срібна медалістка 2024 року.